# 斯克爾頓雪原
78°20′S 160°0′E / 78.333°S 160.000°E
斯克爾頓雪原（Skelton Névé），是南極洲的雪原，位於希拉里海岸，處於皇家學會嶺西部，直徑約40英里，面積約1,300平方英里，由英聯邦探險隊測量，現時由南極條約體系管理。